# Westminster (Vermont)
Westminster es un pueblo ubicado en el condado de Windham en el estado estadounidense de Vermont. En el año 2010 tenía una población de 3,278 habitantes y una densidad poblacional de 26.5 personas por km².

## Geografía
Westminster se encuentra ubicado en las coordenadas 43°04′29″N 72°30′31″O / 43.07472, -72.50861.

## Demografía
Según la Oficina del Censo en 2000 los ingresos medios por hogar en la localidad eran de $44,263 y los ingresos medios por familia eran $49,615. Los hombres tenían unos ingresos medios de $32,365 frente a los $26,303 para las mujeres. La renta per cápita para la localidad era de $20,019. Alrededor del 10% de la población estaban por debajo del umbral de pobreza.